# Andrij Szewczenko
Andrij Mykołajowycz Szewczenko, ukr. Андрій Миколайович Шевченко (ur. 29 września 1976 w Dwirkiwszczynie) – ukraiński trener i piłkarz, który występował na pozycji napastnika. W latach 1995–2012 reprezentant Ukrainy. Uważany przez wielu za jednego z najlepszych napastników w historii piłki nożnej. Od 2024 prezes Ukraińskiego Związku Piłki Nożnej.
W sezonie 2002/2003, wraz z Milanem zdobył Ligę Mistrzów UEFA, a w edycji 2004/2005 jej finalista. Laureat Złotej Piłki w 2004. Król strzelców Ligi Mistrzów w sezonach 1998/1999, 2000/2001 i 2005/2006 oraz zdobywca korony króla strzelców Serie A w sezonach: 1999/2000 i 2003/2004. W sezonie 2003/2004 zdobył Mistrzostwo Włoch, zdobywca Pucharu Włoch w sezonie 2002/2003, w 2003 zdobył Superpuchar UEFA, a rok później w Superpucharze Włoch.
Z 48 golami jest rekordzistą pod względem liczby strzelonych bramek w reprezentacji Ukrainy. Uczestnik Mistrzostw Świata 2006 i Mistrzostw Europy 2012.
Umieszczony na liście stu najlepszych piłkarzy w historii piłki nożnej FIFA 100 przez Pelé. W 2004 został Bohaterem Ukrainy.

## Dzieciństwo
Ojciec Andrija, Mykoła, był wojskowym, a matka, Lubow, pracowała w przedszkolu. Szewczenko ma o trzy lata starszą siostrę Ołenę. W 1979 roku cała rodzina przeniosła się do Kijowa. Mykoła nie przepadał za futbolem, a Andrij talent do piłki nożnej odziedziczył po dziadku Hryhoriju.

## Kariera piłkarska

### Kariera klubowa
Gdy miał dziewięć lat, został dostrzeżony przez łowcę talentów Dynama Kijów i od tamtej pory związany był z tym klubem zwanym „chlubą Ukrainy”.
Urodził się na wsi, a w 1976 wraz z rodzicami przyjechali do Kijowa, gdzie w jednym z podwórkowych turniejów jego grę zauważył Ołeksandr Szpakow. On zaprosił go do Szkoły Piłkarskiej Dynama, przekonując rodziców, którzy planowali jego karierę wojskową. W wieku szesnastu lat Andrij został włączony do pierwszej drużyny Dynama, a dwa lata później zadebiutował w dorosłej reprezentacji Ukrainy. Pierwszy gol zdobył 1 grudnia 1994 w wygranym meczu 4:2 z Dniprem. Już wtedy był znany w całym swoim kraju. W Europie głośno zrobiło się o nim po rozegranym 5 listopada 1997 na stadionie Camp Nou meczu Ligi Mistrzów FC Barcelona – Dynamo Kijów, kiedy to w pierwszej połowie spotkania młody Szewa ustrzelił klasycznego hat-tricka, a Dynamo wygrało 4:0. Natychmiast w kolejce po niego ustawiło się wiele europejskich potęg na czele z takimi klubami jak Manchester United, A.C. Milan, AC Parma, S.S. Lazio, Real Madryt czy FC Barcelona. Najkorzystniejszą ofertę złożył włoski Milan proponując za młodego Ukraińca 35 mln dolarów. Gdyby do tego transferu doszło, Szewczenko stałby się najdroższym piłkarzem na świecie. Działacze Dynama stawali jednak na głowie, aby zatrzymać swoją gwiazdę. Andrij dostał w posiadanie willę, Mercedesa, a także gażę w wysokości 100 tys. dolarów rocznie.
A.C. Milan ostatecznie jednak dogadał się z szefami Dynama i udało im się sfinalizować transfer, którego suma opiewała na 26 mln dolarów. Andrij w pierwszym sezonie z 24 golami został królem strzelców Serie A. Także w kolejnych latach był czołową postacią Milanu. Jednak w tamtym okresie zespół z obiektu San Siro nie odniósł żadnego triumfu na arenie międzynarodowej. Podobnie było w reprezentacji Ukrainy, z którą nie zdołał awansować na mistrzostwa świata i Europy.
Upragniony puchar Ligi Mistrzów Szewa zdobył w sezonie 2002/2003, kiedy to A.C. Milan w finale tych rozgrywek pokonał inną włoską drużynę – Juventus F.C., a Szewczenko wykorzystał decydującego karnego. W 2005 z Ukraińcem w składzie Milan znów dotarł do finału, jednak tym razem nie sprostał angielskiemu Liverpool F.C. Decydującej jedenastki nie wykorzystał właśnie Szewczenko, którego strzał z „wapna” zdołał obronić Jerzy Dudek. Podczas swojej kilkuletniej przygody we Włoszech, Szewa osiągnął kilka sukcesów z Milanem także na niwie krajowej. Dwukrotnie zostawał także najlepszym strzelcem Serie A, a tygodnik „France Football” przyznał mu w 2004 Złotą Piłkę.
W 2006 odszedł z Milanu do Chelsea z powodów rodzinnych za 30 mln funtów. Strzelił bramkę w meczu 1/8 Finału Ligi Mistrzów z FC Porto.
W 2008 roku, po bardzo słabym sezonie w zespole The Blues (zaledwie czwarty napastnik, na dodatek nękany kontuzjami), wrócił do klubu, w którym odnosił największe sukcesy – Milanu. We włoskiej drużynie Szewczenko wystąpił w 18. ligowych meczach w których nie strzelił żadnego gola. Latem 2009 roku powrócił do The Blues. 29 sierpnia 2009 po 10 latach znów został graczem Dynama Kijów, podpisując dwuletni kontrakt.
Jest drugim najlepszym strzelcem w historii klubu A.C. Milan. Zdobył dla włoskiego klubu łącznie 175 bramek, wyprzedzając takie sławy światowej piłki, jak Gianni Rivera, Marco van Basten, czy José Altafini. Ustępuje jedynie słynnemu Szwedowi Gunnarowi Nordahlowi.
Jest dziesiątym najlepszym strzelcem w historii Ligi Mistrzów (48 bramek). Wyprzedza w tej klasyfikacji takich piłkarzy, jak Alessandro Del Piero, czy Rivaldo. Ustępuje natomiast m.in. Raúlowi, Filippo Inzaghiemu, Ruudowi van Nistelrooyowi, Karimowi Benzemie, Robertowi Lewandowskiemu, Lionelowi Messiemu i Cristiano Ronaldo.

### Kariera reprezentacyjna
25 marca 1995 debiutował w reprezentacji Ukrainy w spotkaniu eliminacyjnym do Euro-96 z Chorwacją przegranym 0:4. Wszedł na boisko w 76 minucie. Łącznie w „Zbirnij” zagrał ponad 100 razy i strzelił 48 goli (rekord).
Na Mistrzostwach Świata w Niemczech zdobył 2 bramki, a z reprezentacją Ukrainy dotarł do ćwierćfinału. W ćwierćfinale przegrali z przyszłymi mistrzami świata Włochami 0:3 i skończyli debiut w Mistrzostwach świata.
Na Euro 2012 w pierwszym meczu ze Szwecją wygranym 2:1 zdobył dwie bramki. Zagrał także w meczach z Francją i Anglią. Po odpadnięciu Ukrainy z turnieju ogłosił koniec swojej kariery w reprezentacji.

## Kariera trenerska
W 2012 jego nazwisko pojawiło się w kontekście następcy Olega Błochina na stanowisku selekcjonera reprezentacji Ukrainy. Szewczenko odrzucił propozycję objęcia funkcji selekcjonera drużyny narodowej argumentując zbyt młodym wiekiem.  16 lutego 2016 zgodził się na propozycję pomocy w treningu reprezentacji Ukrainy. 15 lipca 2016 stanął na czele reprezentacji Ukrainy, którą prowadził do 1 sierpnia 2021.

## Pozostała działalność
W 2004 poparł kandydaturę Wiktora Janukowycza na prezydenta Ukrainy w wyborach w 2004. 28 lipca 2012 ogłosił zakończenie piłkarskiej kariery. Decyzję umotywował zaangażowaniem w politykę. Wstąpił do partii Ukraina – Naprzód! i z jej ramienia wystartował w wyborach parlamentarnych w 2012 roku. Jednak jego ugrupowanie nie weszło do Rady Najwyższej, uzyskując 1,58% głosów.
25 stycznia 2024 został wybrany prezesem Ukraińskiego Związku Piłki Nożnej, otrzymując 93 głosy z 94 możliwych (był jedynym kandydatem, a sam się wstrzymał od głosu).

## Statystyki
Stan na 19 czerwca 2012.
| Klub         | Sezon        | Liga    | Liga    | Puchar  | Puchar  | Europuchary | Europuchary | Razem za klub | Razem za klub | Reprezentacja | Reprezentacja |
| Klub         | Sezon        | Mecze   | Bramki  | Mecze   | Bramki  | Mecze       | Bramki      | Mecze         | Bramki        | Mecze         | Bramki        |
| Ukraina      | Ukraina      | Ukraina | Ukraina | Ukraina | Ukraina | Ukraina     | Ukraina     | Ukraina       | Ukraina       | Ukraina       | Ukraina       |
| ------------ | ------------ | ------- | ------- | ------- | ------- | ----------- | ----------- | ------------- | ------------- | ------------- | ------------- |
| Dynamo Kijów | 1994-95      | 17      | 1       | 4       | 1       | 2           | 1           | 23            | 3             | 2             | –             |
| Dynamo Kijów | 1995-96      | 31      | 16      | 5       | 1       | 2           | 2           | 38            | 19            | 2             | 1             |
| Dynamo Kijów | 1996-97      | 20      | 6       | 0       | 0       | 0           | 0           | 20            | 6             | 6             | 2             |
| Dynamo Kijów | 1997-98      | 23      | 19      | 8       | 8       | 10          | 6           | 41            | 33            | 4             | 3             |
| Dynamo Kijów | 1998-99      | 26      | 18      | 4       | 5       | 14          | 10          | 44            | 33            | 8             | –             |
| Włochy       |              |         |         |         |         |             |             |               |               |               |               |
| A.C. Milan   | 1999-00      | 32      | 24      | 5       | 4       | 6           | 1           | 43            | 29            | 7             | 3             |
| A.C. Milan   | 2000-01      | 34      | 24      | 3       | 1       | 14          | 9           | 51            | 34            | 7             | 5             |
| A.C. Milan   | 2001-02      | 29      | 14      | 3       | 0       | 6           | 3           | 38            | 17            | 6             | 5             |
| A.C. Milan   | 2002-03      | 24      | 5       | 4       | 1       | 11          | 4           | 39            | 10            | 6             | 2             |
| A.C. Milan   | 2003-04      | 32      | 24      | 2       | 0       | 11          | 5           | 45            | 29            | 4             | 1             |
| A.C. Milan   | 2004-05      | 29      | 17      | 1       | 3       | 10          | 6           | 40            | 26            | 8             | 5             |
| A.C. Milan   | 2005-06      | 28      | 19      | 0       | 0       | 12          | 9           | 40            | 28            | 9             | 4             |
| Anglia       |              |         |         |         |         |             |             |               |               |               |               |
| Chelsea F.C. | 2006-07      | 30      | 4       | 11      | 7       | 10          | 3           | 51            | 14            | 4             | 2             |
| Chelsea F.C. | 2007-08      | 17      | 5       | 3       | 2       | 4           | 1           | 24            | 8             | 8             | 4             |
| Włochy       |              |         |         |         |         |             |             |               |               |               |               |
| A.C. Milan   | 2008-09      | 18      | 0       | 1       | 1       | 7           | 1           | 26            | 2             | 6             | 4             |
| Anglia       |              |         |         |         |         |             |             |               |               |               |               |
| Chelsea F.C. | 2009-10      | 1       | 0       | 0       | 0       | 0           | 0           | 1             | 0             |               |               |
| Ukraina      |              |         |         |         |         |             |             |               |               |               |               |
| Dynamo Kijów | 2009-10      | 21      | 7       | 2       | 0       | 6           | 1           | 29            | 8             | 7             | 2             |
| Dynamo Kijów | 2010-11      | 18      | 10      | 2       | 1       | 12          | 5           | 32            | 16            | 5             | 1             |
| Dynamo Kijów | 2011-12      | 14      | 6       | 1       | 0       | 5           | 0           | 20            | 6             | 3             | 2             |
| Dynamo Kijów | Dynamo Kijów | 170     | 83      | 26      | 16      | 51          | 25          | 247           | 124           |               |               |
| A.C. Milan   | A.C. Milan   | 226     | 127     | 19      | 10      | 77          | 38          | 322           | 175           |               |               |
| Chelsea F.C. | Chelsea F.C. | 48      | 9       | 14      | 9       | 14          | 4           | 75            | 22            |               |               |
| Łącznie      | Łącznie      | 403     | 201     | 56      | 34      | 125         | 62          | 583           | 297           | 111           | 48            |

## Sukcesy i odznaczenia

### Sukcesy klubowe
Dynamo Kijów
- mistrz Ukrainy (5x): 1995, 1996, 1997, 1998, 1999
- zdobywca Pucharu Ukrainy: 1996, 1998, 1999
- zdobywca Pucharu Mistrzów WNP: 1996, 1997, 1998

A.C. Milan
- mistrz Włoch: 2004
- wicemistrz Włoch: 2005, 2006
- brązowy medalista Mistrzostw Włoch: 2000, 2003, 2009
- zdobywca Pucharu Włoch: 2003
- zdobywca Superpucharu Włoch: 2004
- zdobywca Ligi Mistrzów: 2003
- finalista Ligi Mistrzów: 2005
- zdobywca Superpucharu Europy: 2003
- zdobywca Dubai Challenge Cup: 2009

Chelsea
- wicemistrz Anglii: 2007, 2008
- zdobywca Pucharu Anglii: 2007
- zdobywca Pucharu Ligi Angielskiej: 2007

### Sukcesy reprezentacyjne
- ćwierćfinalista Mistrzostw Świata: 2006

### Sukcesy indywidualne
- najlepszy piłkarz Ukrainy: 1997, 1999, 2000, 2001, 2004, 2005
- król strzelców Pucharu Mistrzów WNP: 1997
- król strzelców Mistrzostw Ukrainy: 1998/99
- król strzelców włoskiej Serie A: 1999/00, 2003/04
- król strzelców Ligi Mistrzów: 1998/99, 2000/01, 2005/06
- najlepszy napastnik Ligi Mistrzów według UEFA: 1999
- najlepszy zawodnik Serie A: 2000
- zdobywca Złotej Piłki czasopisma France Football: 2004
- 3. miejsce w plebiscycie Złotej Piłki czasopisma France Football: 1999, 2000
- 4. miejsce w plebiscycie Złotej Piłki czasopisma France Football: 2003
- 5. miejsce w plebiscycie Złotej Piłki czasopisma France Football: 2005
- najlepszy piłkarz planety Golden Foot według głosowania w Internecie kibiców z całego świata (World Champions Club i La Gazzetta dello Sport): 2005
- 3. piłkarz świata według World Soccer: 1999, 2000, 2004
- 3. piłkarz świata według FIFA: 2004
- wybrany do listy FIFA 100: 2004
- wybrany do listy World XI według FIFPro: 2004/05
- wybrany do listy 100 najlepszych piłkarzy XX wieku według World Soccer
- wybrany do listy 33 najlepszych piłkarzy Ukrainy: Nr 1 – 1999, 2000, 2001, 2002, 2003, 2004, 2005, 2006, 2007, Nr 2 – 2009, Nr 3 – 2008
- najlepszy piłkarz roku krajów bałtyckich i WNP („Gwiazda”) według Sport-Ekspres: 2004, 2005
- najlepszy strzelec reprezentacji Ukrainy w historii
- drugie miejsce w historii w liczbie występów w reprezentacji Ukrainy
- drugi najlepszy strzelec w historii Milanu
- pełnił funkcję Radcy Prezydenta Ukrainy: 2005–2006[22][23]

### Odznaczenia
- pierwszy piłkarz uhonorowany tytułem Zasłużonego Mistrza Sportu Ukrainy: 2003[24]
- Order „Za zasługi” III klasy: 1999[25]
- Order równoapostolskiego księcia Władimira III klasy: 2000
- Order „Za zasługi” II klasy: 2003[26].
- Order Bohatera Ukrainy „za wkład w rozwój ukraińskiej piłki nożnej”: 2004[27]
- Order „Za odwagę” III klasy: 2006[28].
- Order „Za zasługi” I klasy: 2012[29]
- Komandor Orderu Gwiazdy Włoch: 2017[30]